# 木鱼镇 (青川县)
木鱼镇，是中华人民共和国四川省广元市青川县下辖的一个乡镇级行政单位。2019年12月，撤销板桥乡，将其所属行政区域划归木鱼镇管辖，木鱼镇人民政府驻永安路148号。

## 行政区划
木鱼镇下辖以下地区：
场镇社区、木鱼村、新潭村、文武村和金龙村。